# Sony Ericsson W300i
Sony Ericsson W300i es un teléfono que pertenece a la serie W, incluye la tecnología Walkman de Sony y Megabass para reproducir música. El W300 es un modelo cuatribanda EDGE de apertura en forma de concha con el cual pretende acercar la experiencia de un teléfono móvil Walkman. Su serie fue lanzada en el 2005. En su proceso de fabricación tuvo el nombre clave de "Mulan" y fue lanzado al mercado el 28 de febrero de 2006, disponible en cuatro colores, blanco, verde, gris y negro.
Este teléfono celular es catalogado como superior frente a una versión más moderna pero menos eficiente que es el Sony Ericsson W200 ya que posee bluetooth que es un sistema de conexión inalámbrica superior al infrarrojo (que también posee el w300i).
Su hardware es derivado del Sony Ericsson Z530, aunque poseen diferencias ya que el Z530 posee una pantalla de matriz pasiva (UBC), mientras que el W300 posee una de tipo activo (TFT).

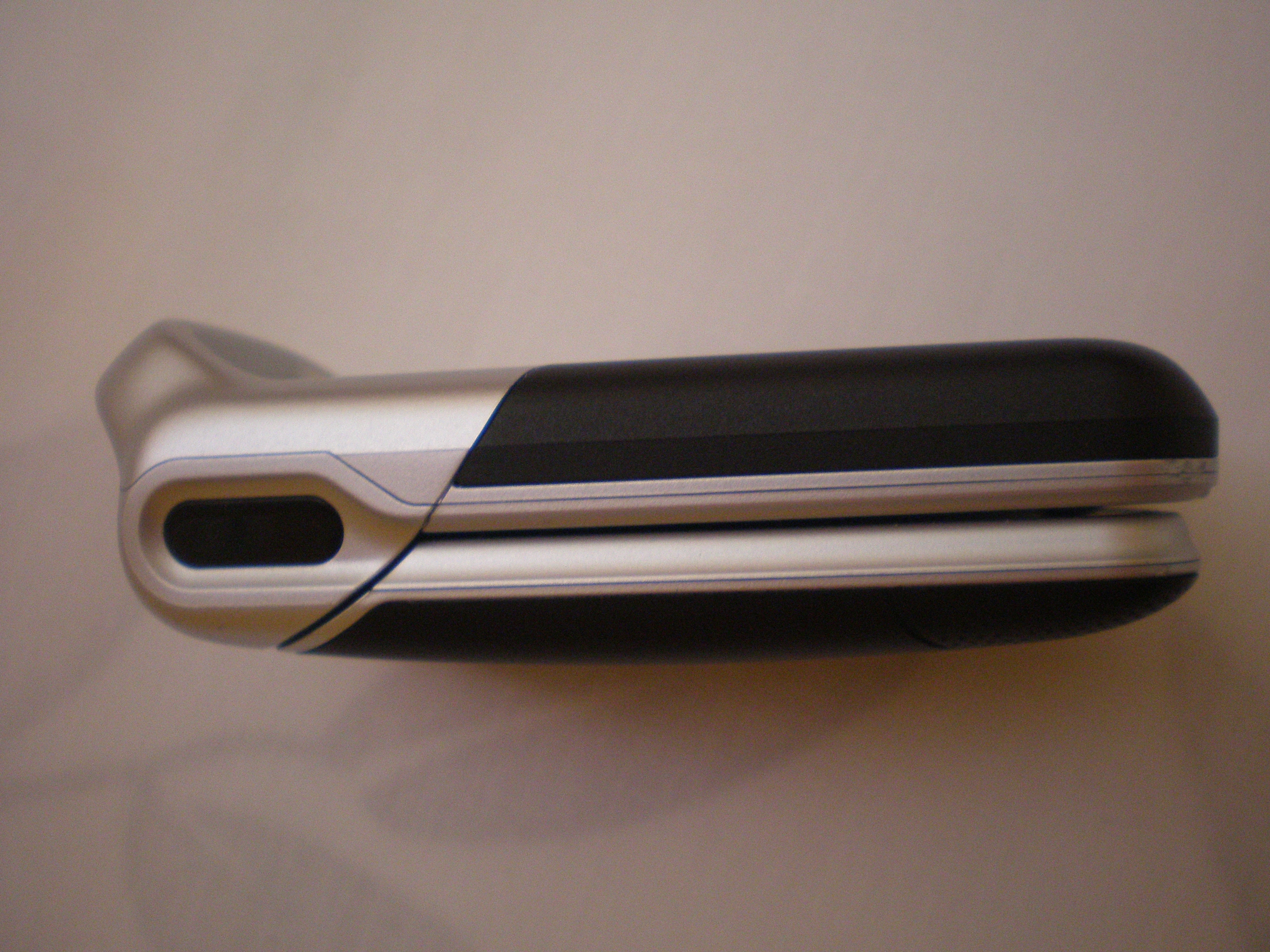
Vista lateral del W300.

## Descripción General
Teléfono perteneciente a la serie W. Tecnología Walkman de Sony Ericsson con la cual el teléfono puede reproducir música. Tiene una pantalla externa y otra interna de 128×160 pixeles, Cámara integrada con función de video, Bluetooth y Puerto Infrarrojo; vínculos RSS para sitios web, envía MMS, SMS y EMS; GPRS para transferencia de datos móviles, la función Play Now para escuchar el archivo de música antes de descargarlo de la red, la función de Walkman y capta frecuencias FM con la modalidad de radio.Con un peso de 90 gramos. Los accesorios que trae el equipo al comprarlo son: Cable USB que con él puedes conectarte a una PC y puedes transferir archivos como música, imágenes, videos, sonidos, etc. También cuenta con unos manos libres con ellos puedes disfrutar de tu música favorita. También trae incluido su driver de instalación a la PC.

## Características

### Pantallas
Tiene dos pantallas, la externa es monocromática, en fondo negro iluminada con letras color naranja, que muestran las barras de señal, el  símbolo de Bluetooth en caso de estar activado, el estado de la batería, hora y fecha, y el operador celular en servicio, en caso de estar reproduciendo música muestra de igual manera el estado de la batería y las barras de señal, pero además el nombre de la canción, el tiempo de reproducción y el número de pista, cuando está en modo de espera muestra la hora más grande en unas letras negras que apenas se distinguen con un poco de luz; la pantalla interna es policromática de 262.144 colores con un tamaño de 1.8 pulgadas...

### Cámara
Es una cámara tipo VGA aproximadamente. Tiene zoom digital de 4x, graba video a 176 x 144 píxeles, no cuenta con flash. Tiene una resolución máxima de 1280 x 960 (1 mpx) en fotografía.

### Walkman
Para reproducir música cuenta con el software Walkman, tiene dos teclas de acceso rápido, la primera se encuentra en el costado derecho del cuerpo del teléfono, aunque esta se puede configurar para que inicie el radio o el programa, viene acompañada de dos teclas más para subir el volumen con un toque sencillo o con un toque más largo para cambiar la canción o la emisora, la segunda tecla está debajo del "*" en el teclado del celular, tiene la "W" característica y solo lleva a reproducir la música guardada en el teléfono.

### Transferencia de archivos
Para la transferencia de archivos, especialmente de música, se puede utilizar el Bluetooth, Infrarrojos, el teléfono incluye un CD  con los controladores para transferencia como unidad externa USB2.0 y el software Disk2Phone que permite comprimir las pistas e ingresarlas en el teléfono de una manera organizada. también se puede realizar transferencias directamente con la tarjeta de memoria.

### Memoria
El teléfono tiene una memoria integrada de 20 Mb, además es compatible con tarjetas Memory Stick Micro (M2) de hasta 2GB, generalmente viene con una tarjeta de 256Mb al momento de la compra.

### Accesorios
Junto con el celular se incluyen los auriculares Sony Ericsson, cable USB,  cargador, cable de audio para conectar el teléfono a dispositivos de sonido, manos libres -los auriculares se conectan a éste y funciona como antena. En algunos lados se incluye también la tarjeta de memoria. En el mercado hay disponible también parlantes especiales con adaptador para conectar el teléfono.También algunas veces trae un adaptador para su memoria, con el adaptador puedes sincronizarlo sin necesidad de usar el cable USB 2.0

### Otros
También contiene:
-Reproductor de video.
-Grabación de video.
-Melodías polifónicas
-Salvapantallas
-Álbum de fotos
-Radio FM
-Mensajes SMS
-El famoso juego QUADRA POP.
-Un pequeño editor de vídeo llamado Video DJ
-Editor de fotografías llamado Photo DJ
-Un creador de melodías polifónicas en formato MIDI